# 묀스테로스시

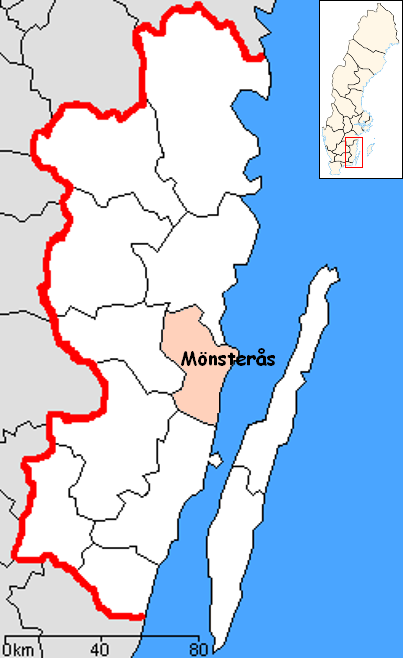
묀스테로스 시의 위치

묀스테로스시(스웨덴어: Mönsterås kommun)는 스웨덴 칼마르주에 위치한 지방 자치체로 행정 중심지는 묀스테로스이며 면적은 941.04km2, 인구는 13,395명(2016년 12월 31일 기준), 인구 밀도는 14명/km2이다.

시 문장